# Miss Globe International
Miss Globe International je mezinárodní soutěž krásy. 
Vítězka získá kromě titulu i 5 000 USD a jiné hodnotné ceny. 

## Vedlejší tituly
- Miss Bikini of The World
- Miss Disco Queen International
- Miss Talent
- Miss Friendship
- Best National Costume
- Miss Golden Girl
- Miss Elegance
- Miss Dream Girl of The World
- Miss Cosmopolitan
- Miss Intercontinental

## Úspěchy českých dívek
| Ročník                        | jméno a příjmení   | umístění    |
| ----------------------------- | ------------------ | ----------- |
| Miss Globe International 1993 | Terezie Dobrovolná | I. vicemiss |
| Miss Globe International 1996 | Jana Festová       | I. vicemiss |
| Miss Globe International 1997 | Petra Hlaváčová    | vítězka     |
| Miss Globe International 1999 | Martina Hlaváčová  | I. vicemiss |
| Miss Globe International 2002 | Petra Kocarová     | TOP 8       |
| Miss Globe International 2008 | Šárka Cojocarová   | TOP 12      |
| Miss Globe International 2015 | Šárka Karnetová    | TOP 10      |

### Vedlejší ocenění
| Ročník                        | jméno a příjmení | umístění                     |
| ----------------------------- | ---------------- | ---------------------------- |
| Miss Globe International 2008 | Šárka Cojocarová | Miss Dream Girl of the World |
| Miss Globe International 2015 | Šárka Karnetová  | Miss Elegance                |

## Miss Globe Czech
| ročník | vítězka             |
| ------ | ------------------- |
| 1993   | Terezie Dobrovolná  |
| 1995   | Kateřina Hlaváčková |
| 1996   | Jana Festová        |
| 1997   | Petra Hlaváčová     |
| 1998   | Kristina Fridvalská |
| 1999   | Martina Hlaváčová   |
| 2000   | Kateřina Kocurová   |
| 2001   | Kateřina Dušátková  |
| 2002   | Petra Kocarová      |
| 2004   | Zuzana Putnářová    |
| 2006   | Kristina Martinková |
| 2007   | Lada Horká          |
| 2008   | Šárka Cojocarová    |
| 2009   | Denisa Domanská     |
| 2010   | Michaela Dihlová    |
| 2011   | Eliška Žáková       |
| 2012   | Jana Zapletalová    |
| 2013   | Lenka Josefiová     |
| 2014   | Michaela Junová     |
| 2015   | Šárka Karnetová     |

2016.   -
2017.    Kateřina Balušková    
2018     Veronika Jelínková
2019.     Kristýna Malírova